# 李美妍
李美妍（韓語：이미연，1971年9月23日—），韩国女演員。
由於她在2001年的暑期電影《Indian Summer 印地安夏日》演出成功，加上同期的《明成皇后》開始出鏡，使她廣受大眾歡迎。到之後的《黑水仙》（2001年）、《中毒》（2002年）以及《颱風》（2005年）她亦擔任女主角。

## 影視作品

### 電視劇
- 1988年：KBS《愛情的愉快》
- 1988年：KBS《愛是開花的樹》
- 1990年：KBS《冰點》
- 1993年：KBS《樹林中的風》
- 1993年：MBC《太陽在窗外照耀》
- 1993年：MBC《愛的方式》
- 1996年：MBC《不離婚的理由》
- 2001年：KBS《明成皇后》飾 閔茲暎（青年）
- 2007年：SBS《為愛瘋狂》飾 徐真英
- 2010年：KBS《巨商金萬德》飾 金萬德
- 2015年：tvN《請回答1988》飾 成德善（中年）

### 電影
- 1989年：《幸福不是按成績來算的》
- 1990年：《要時常看看天空》
- 1991年：《秋天的旅行》
- 1992年：《雪花》
- 1993年：《好兆頭》
- 1995年：《要一個人勇敢的走過去》
- 1997年：《排行3》
- 1997年：《仙人掌旅館》
- 1998年：《2002年的愛戀～無言的結局》
- 1998年：《女高怪谈》
- 1999年：《記憶中的風琴》
- 2000年：《黑水仙》
- 2000年：《錯愛雙魚座》
- 2001年：《Indian summer 印地安夏日》
- 2002年：《中毒》
- 2005年：《颱風》
- 2007年：《肩膀上的戀人》
- 2012年：《公司职员》
- 2016年：《按讚情人》

### MV
- 2000年：曹誠模《戀歌》（與柳時元）
- 2001年：趙冠宇《悲哀的話》（與鄭俊鎬，《明成皇后》OST）
- 2001年：曹秀美《If I Leave》（與鄭俊鎬、文瑾瑩、李珍雨、許俊豪，《明成皇后》OST，那英《你從未離開》之原曲）
- 2007年：Davichi《即使恨也愛你》（與李孝利）
- 2007年：Davichi《悲傷的諾言》（與李孝利）

## 音樂作品
- 2001年：《戀歌》李美妍精選的音樂大碟[1]

## 綜藝節目
- 2013年：tvN《花樣姐姐》

## 得獎紀錄
- 1990年：KBS演技大賞－新人演技獎
- 1990年：第26屆百想藝術大賞－電影部門新人獎
- 1990年：第10屆韓國電影評論家協會獎－新人獎
- 1993年：第31屆大鐘獎－女配角獎
- 1999年：第20屆青龍電影獎－女配角獎（我心中的風琴）
- 1999年：第36屆大鐘獎－女配角獎
- 2000年：第21屆青龍電影獎－女主角獎（雙魚座的女子）
- 2001年：第22屆青龍電影獎－人氣影星獎
- 2001年：KBS演技大賞－女子最優秀演技獎
- 2003年：第39屆大鐘獎－女主角獎
- 2004年：第40屆大鐘獎－最佳衣著獎
- 2006年：第29屆黃金攝影獎（朝鲜语：황금촬영상）－審查委員特別獎
- 2007年：第3屆安德烈·金最佳明星獎－女子明星獎
- 2008年：第16屆春史電影賞－女主角獎

## 外部連結
- 韓國映畫：李美妍 （页面存档备份，存于）